# 안희성 (아나운서)
안희성(1971년 1월 15일 ~ )은 대한민국의 부산문화방송 아나운서이다.

## 경력
- 1993년 12월: 부산MBC 아나운서 입사

## 학력
- 원촌중학교
- 이화여자대학교 식품영양학과 학사
- 연세대학교 대학원 (언론홍보학 / 석사)

## 진행

### 현재
- MBC 뉴스투데이 부산 (2021년 5월 3일 ~ 2023년 6월 2일/2024년 9월 2일 ~ 현재)
- 안희성의 가정음악실
- MBC 뉴스데스크 부산 (주말 당직)

### 과거
- 국민이 만드는 나라
- 안희성의 FM모닝쇼
- 부산국제영화제 특집방송
- 뉴스데스크부산 최장 진행 13년
- 부산직할시 승격 50주년 시민토론회
- 2021년 제22회 부산문화대상 시상식
- MBC 930 뉴스 부산